# Liste eingeschränkt nutzbarer Substanzen
Bei der Listung eingeschränkt nutzbarer Substanzen bzw. Liste eingeschränkt nutzbarer Stoffe (englisch Restricted Substances List, RSL) wird  eine Liste eingeschränkt nutzbarer Stoffe angelegt. Verschiedene Regierungen, Industrieverbände und Unternehmen haben als Reaktion auf die wachsende öffentliche Besorgnis hinsichtlich Produktsicherheit und Umweltschutz solche RSL insbesondere für die Herstellung von Bekleidung und Textilien erstellt. RSL führen Chemikalien auf, die Risiken für Mensch und Umwelt mit sich bringen. Ihre Verwendung in der Produktion ist entweder ganz verboten oder unter Einschränkungen erlaubt.
Die Vorgaben der einzelnen RSL unterscheiden sich z. T. erheblich. Hersteller erhalten die RSL deshalb meist von den Käufern bereits in der Angebotsphase. So können sie ggf. zusätzlichen Aufwand durch Änderungen der Produktionsabläufe oder verwendete Farbstoffe in die Kalkulation einbeziehen. Bei spezialisierten B2B-Beschaffungsplattformen sind die gängigsten RSL hinterlegt.
Häufig in der Textil- und Bekleidungsindustrie verwendete eingeschränkt nutzbare Chemikalien sind z. B.:
- Chlorphenole werden bei Leimung und Druck als Konservierungsmittel für Stärke und Leder verwendet.[1]
- Formaldehyd wird unter anderem als Vernetzungsmittel benutzt.[1]
- Zinnorganische Verbindungen gegen Pilzbefall.[1]
- Azofarbstoffe werden zum Färben oder Drucken eingesetzt.[1]

## Geschichte
Die erste RSL wurde 2007 von der American Apparel and Footwear Association (AAfA) erstellt, die seither halbjährlich gesichtet und überarbeitet wird. Auch die EU-Chemikalienverordnung (REACH-Verordnung) enthält im Anhang XVII eine Liste eingeschränkt nutzbarer Substanzen, die seit 2009 immer weiterentwickelt wird. Darüber hinaus haben zahlreiche Unternehmen wie z. B. Puma und Nike sowie Initiativen wie AFIRM, bei der u. a. Adidas Mitglied ist, eigene Listen mit eingeschränkt nutzbaren Stoffen erstellt.

## Manufacturing Restricted Substance List
Im Unterschied zur RSL werden bei einer Manufacturing Restricted Substance List (MRSL) nicht nur schädliche Stoffe gelistet, die im fertigen Produkt sein können, sondern auch diejenigen, die möglicherweise während der Produktion verwendet und in die Umwelt entlassen werden.